# Чорна королева Канади

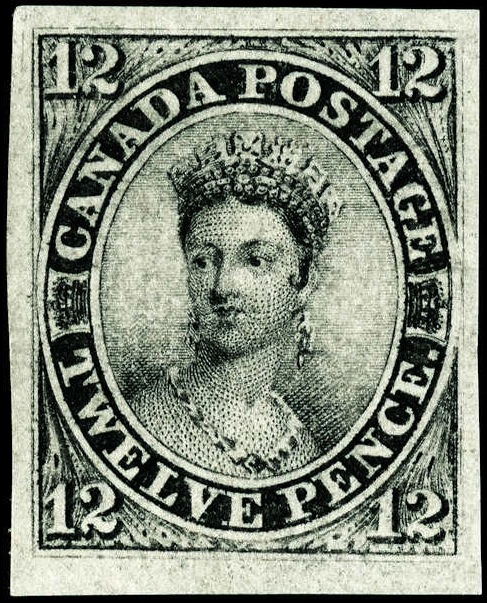

«Чорна королева Канади» (англ. Twelve Penny Black) — філателістична назва канадської стандартної поштової марки 1851 року випуску номіналом у дванадціть пенсів.

## Історія

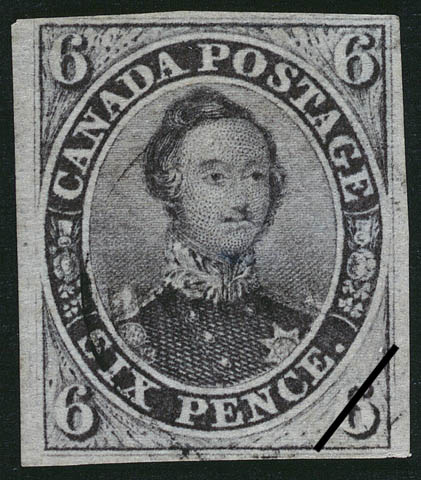
Марка номіналом у шість пенсів із зображенням портрета принца Альберта

Провінція Канади почала випуск власних поштових марок 14 червня 1851 року. Перша серія складалася з марок номіналом у 3, 6 і 12 пенсів. Їх виготовила у Нью-Йорку «Американська банкнотна компанія», за ескізами Сендфорда Флемінга. На найдешевшій був зображений бобер, за що і поштова марка отримала назву «Трьохпенсовий бобер». На номіналі у шість пенсів — портрет принц-консорта Альберта, а на марці вартістю дванадцять пенсів — портрет королеви Вікторії (відомий як «Голова Шалона»).
Діадема, що прикрашала на портреті королеву, з мальтійським хрестом і геральдичними квітами в перлах та діамантах, з'явилася знову на англійських марках лише через сто років, коли трон Великої Британії успадкувала Єлизавета II.
Класичні поштові емісії англійських колоній у Північній Америці дуже популярні в філателії: це маленькі шедеври графіки, досконалість яких і сьогодні вважається неперевершеною.
Але не тільки висока техніка виконання «Чорної королеви Канади» стала причиною її популярності і рідкості. Звертає на себе увагу незвичність номіналу марки. Адже 12 пенсів дорівнюють 1 шилінгу, однак номінал на марці був позначений саме в пенсах. І в цьому була своя необхідність: вона призначалася для оплати листів вагою у пів-унції, які направляються тільки в Ньюфаундленд і країни британської Вест-Індії, а також в США (тариф за подвійну вагу). А англійський шилінг котирувався в той час в цих країнах по-різному: в Нью-Йорку він дорівнював 7,5 пенса, а в Новій Англії — 10 пенсам. З урахуванням обмеженого використання, «Чорна королева Канади» була видрукувана невеликим тиражем у 51 тисячу екземплярів і розподілялася між поштовими відділеннями в дуже малих кількостях. Найбільші канадські міста Монреаль, Гамільтон і Торонто отримали лише по 200—300 штук, а всього за трирічний період ходіння марки з 1861 по 1854 рік було продано 1610 примірників.
Основна маса тиражу — 49 490 штук були офіційно знищені. Саме це і зробило її однією з найбільш рідкісних і привабливих для колекціонерів-філателістів. Марка друкувалася в двох варіантах: на тонкому папері верже ручної роботи і на звичайному папері. Примірники на звичайному папері представляють надзвичайну рідкість.
Різні джерела вказують різну кількість «Чорних королев Канади», що збереглися. За однією версією — це шість негашених і дванадцять гашених екземплярів. Чиста марка, на аукціоні Роберта Зігеля у 1980 році була продана за 76 тисяч американських доларів, у 2009 році — за 299 тисяч доларів.

## Опис
Номінал марки — 12 пенсів. На чорному фоні, в овалі, знаходиться портрет королеви Вікторії. Тираж — 51 тисяча примірників. Виготовлені глибоким друком. У каталозі «Скотта» — номер 3.

## Цікаві факти

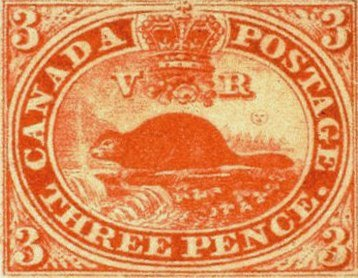
«Трьохпенсовий бобер»

1. «Трьохпенсовий бобер» вважається першою офіційною поштовою маркою із зображенням тварин.

1. В британських колоніях були поширені поштові марки з портретом королеви Вікторії роботи Альфреда Шалона[en], під час її першого публічного виступу в Палаті лордів в 1837 році. Найбільш відомими зображеннями «Голови Шалона», у філателістичному світі, є «Чорна королева Канади» і марка Коннелла.

Поштові марки з таким зображенням королеви, також, випускали:
- Нова Зеландія (1855—1873);
- Земля Ван-Дімена (1855), Тасманія (1858—1870);
- Багамські острови (1859—1863);
- Провінція Канади (1859);
- Наталь (1859—1867);
- Гренада (1859—1867);
- Квінсленд (1860—1880, 1882—1912);
- Нова Шотландія (травень 1860);
- Острів Принца Едварда (червень 1870);
- Канадська конфедерація (1897).